# Ерні Дікенс
Ернест Леслі Дікенс (англ. Ernest Leslie Dickens; 25 червня 1921, Вінніпег — 27 вересня 1985, Кларінгтон) — канадський хокеїст, що грав на позиції захисника.
Володар Кубка Стенлі.

## Ігрова кар'єра
Професійну хокейну кар'єру розпочав 1937 року.
Протягом професійної клубної ігрової кар'єри, що тривала 16 років, захищав кольори команд «Торонто Мейпл-Ліфс» та «Чикаго Блекгокс».
Усього провів 278 матчів у НХЛ, включаючи 5 ігор плей-оф Кубка Стенлі.
У 1942 році, граючи за команду «Торонто Мейпл-Ліфс», став володарем Кубка Стенлі.